# Tasa neta de reproducción
En ecología de poblaciones y demografía, la tasa neta de reproducción, R0, es el número promedio de crías (a menudo específicamente hijas) que nacerían de una mujer si pasara su vida de acuerdo con las tasas de fertilidad y mortalidad específicas por edad de un año determinado. Esta tasa es similar a la tasa bruta de reproducción, pero tiene en cuenta que algunas hembras morirán antes de completar sus años fértiles. Un R0 de uno significa que cada generación de madres tiene exactamente suficientes hijas para reemplazarlas en la población. Si R0 es menor que uno, el desempeño reproductivo de la población está por debajo del nivel de reemplazo.
El R0 es particularmente relevante cuando la proporción de sexos al nacer se ve afectada significativamente por el uso de tecnologías reproductivas o cuando la esperanza de vida es baja.
La estimación actual (2015-20) para el R0 a nivel mundial según el modelo de variante media de las Naciones Unidas es de 1,09 hijas por mujer.